# 贝尔贝兹德洛拉盖
贝尔贝兹德洛拉盖（法語：Belbèze-de-Lauragais，法語發音：[bɛlbɛz də loʁaɡɛ]）是法国上加龙省的一个市镇，属于图卢兹区。

## 地理
贝尔贝兹德洛拉盖（43°26'28"N, 1°33'23"E）面积3.71 平方千米，位于法国奧克西塔尼大區上加龙省，该省份为法国西南部内陆省份，西南端与西班牙接壤，自此顺时针与上比利牛斯省、热尔省、塔恩-加龙省、塔恩省、奥德省和阿列日省接壤。
与贝尔贝兹德洛拉盖接壤的市镇（或旧市镇、城区）包括：蒙日斯卡尔、普兹、圣莱昂。

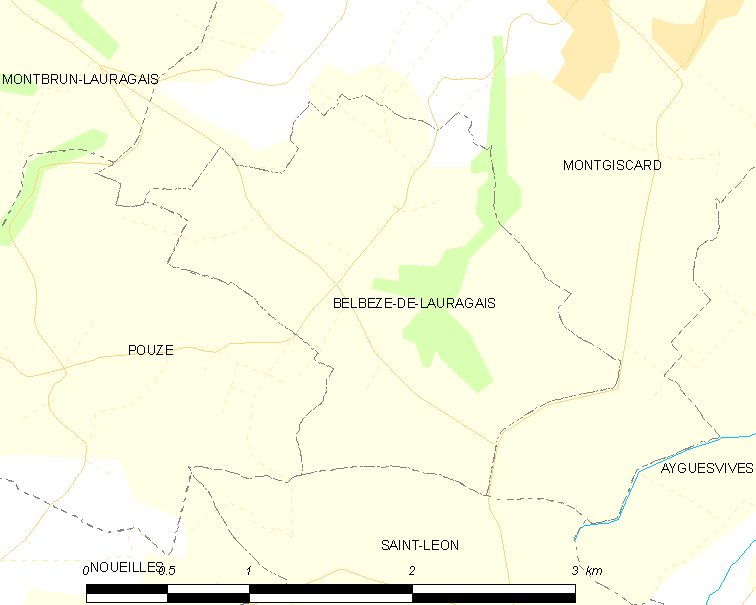
贝尔贝兹德洛拉盖的OSM定位图

贝尔贝兹德洛拉盖的时区为UTC+01:00、UTC+02:00（夏令时）。

## 行政
贝尔贝兹德洛拉盖的邮政编码为31450，INSEE市镇编码为31058。

## 政治
贝尔贝兹德洛拉盖所属的省级选区为埃斯卡尔康斯县。

## 人口

1962-2008年间贝尔贝兹德洛拉盖人口变化图示

贝尔贝兹德洛拉盖于2022年1月1日时的人口数量为127人。